# Margarita (Alava)
Pour les articles homonymes, voir Margarita.
Margarita est un village ou contrée faisant partie de la municipalité de Vitoria-Gasteiz dans la province d'Alava dans la Communauté autonome basque. Il fait partie de la Zone Rurale Sud-Ouest de Vitoria.
Ce village de 39 habitants (2001) se trouve à 11 km à l'ouest de la ville de Vitoria-Gasteiz, sur le bord de l'autoroute A-1 (Madrid-Irun). On accède au village après avoir laissé l'autoroute dans la sortie de la zone industrielle de Jundiz et transité par une route locale.
On a trouvé des restes d'une inscription lapidaire romaine dans l'église du village ce qui démontre les origines romanes de ce bourg. La première mention écrite du village date de 1025 et il figure dans le Cartulaire de San Millán de la Cogolla, où on l'appelait déjà Margarita. Il a appartenu la fraternité et la commune d'Aríñez jusqu'à ce que ce il ait été absorbé par celui de Vitoria-Gasteiz dans la décennie de 1920.
Les bâtiments les plus significatifs du village sont l'église paroissiale de Saint Thomas l'apôtre et la Tour des Cortázar de débuts du XVIe siècle.
Les festivités patronales ont lieu le 18 septembre pour la Saint Thomas.
Il est prévu que le proche polygone de Júndiz (situé à l'autre côté de l'autoroute), croisse en direction de Margarita.

## Personnalités liées à la commune
- Agustín de Urbina, capitaine du XVIe siècle, Président du Saint Office de l'Inquisition dans la ville de Palerme (Italie).

## Voir également
- Liste des municipalités d'Alava